# Trair e Coçar É só Começar (filme)
Trair e Coçar É só Começar é um filme brasileiro de 2006, do gênero comédia, dirigido por Moacyr Góes e baseado na peça teatral Trair e coçar é só começar, de Marcos Caruso.

## Sinopse
Olímpia (Adriana Esteves) é uma confusa e intrometida empregada, que trabalha em um condomínio de classe média alta, seus patrões, Inês (Bianca Byington), uma arquiteta, e Eduardo (Cássio Gabus Mendes), um médico. Eles estão prestes a completar 15 anos de casados, sabendo disso Olímpia e Inês preparem uma surpresa a Eduardo, que está retornando de um congresso em Brasília. Porém a empregada Olímpia erroneamente supõe que Eduardo esteja traindo a esposa com uma dançarina que Eduardo conheceu na viagem de volta, a Salete (Lívia Rossy). Logo ele começa a pensar que Inês está tendo um caso com Cláudio (Otávio Muller), o síndico do prédio. Cristiano (Mário Schoemberger) e Lígia (Mônica Martelli), que também são casados e se amam, são também vítimas de interpretações erradas, que causam ainda mais confusões.

## Elenco
Abaixo o elenco principal do longa.
- Adriana Esteves como Olímpia
- Cássio Gabus Mendes como Eduardo
- Ailton Graça como Nildomar
- Bianca Byington como Inês
- Márcia Cabrita como Vera
- Mônica Martelli como Lígia
- Thiago Fragoso como Carlos Alberto
- Fabiana Karla como Zefinha
- Mário Schoemberger como Cristiano
- Otávio Müller como Cláudio
- Cristina Pereira como Dona Orávia
- Lívia Rossy como Salete Bueno
- Miguel Nader como Celsinho
- Cleber Salgado como faxineiro

## Produção
O filme foi produzido por Diler Trindade, a direção de fotografia é de Cezar Moraes, a direção de arte de Paulo Flaksman, os figurinos de Luciana Maia, a cenografia de Ana Schlee, a trilha sonora original de Ary Sperling, a edição de som de José Moreau Louzeiro e Vinicius Leal, e a mixagem de Cláudio Valdetaro.